# Joaquín Urzáiz Cadaval
Joaquín de Urzáiz y Cadaval, né à Nigrán (Galice), le 15 septembre 1887 et mort à Madrid le 11 octobre 1957, est un juriste, homme politique et diplomate espagnol.

## Biographie
Avocat de l'État, il est député de la province de Huelva pour le Parti libéral en 1916, des Canaries en 1918, et à nouveau député de Huelva, pour le Parti républicain progressiste, aux élections générales de 1936. Il est ministre d'État du 30 décembre 1935 au 19 février 1936.